# Eulalio Mora
Eulalio Alberto Mora Barreto (nacido el 10 de diciembre de 1961 en Asunción, Paraguay) es un ex-futbolista paraguayo. Jugaba de delantero y su primer club fue Guaraní. Casado con Laura Gómez, con quien tuvo 4 hijos y de quien luego se separó. En la actualidad vive con su hija mayor y sus nietos.

## Carrera
Comenzó su carrera en 1985 jugando para Guaraní. Jugó para el club hasta 1986. En ese año se fue a España, para formar parte de las filas del Elche CF, donde jugó hasta 1987. En ese año regresó a Paraguay, para volver a jugar en el Guaraní, donde se quedó hasta 1988. En ese año regresó a España para jugar en el Cádiz CF, club en el cual estuvo hasta la temporada 1989. Después pasó al Bolívar de Bolivia, equipo en que militó hasta 1991. En 1992 partió hacia Chile, para formar parte del plantel de Cobresal, club en el cual se retiró a finales de ese año, luego de descender con los nortinos, a través de la Liguilla de Promoción.

## Clubes
| Club                     | País     | Año       |
| ------------------------ | -------- | --------- |
| Guaraní                  | Paraguay | 1978-1986 |
| Deportes Tolima (Cedido) | Colombia | 1985-1986 |
| Elche CF                 | España   | 1986-1987 |
| Guaraní                  | Paraguay | 1987-1988 |
| Cádiz CF                 | España   | 1988-1989 |
| Bolívar                  | Bolivia  | 1990-1991 |
| Cobresal                 | Chile    | 1992      |